# 王森然
王森然（1895年—1984年），原名樾，号杏岩，笔名白蒂斯、百名楼、半庵、半潭秋水、碧波、碧萝、碧天、碧云、伯纳、春妃秋郎阁主、大村西崖、大风等，男，直隶（今河北）定县人，中国教育家、美术家，曾任第五、六届全国政协委员。